# 규슈 전력
규슈 전력 주식회사(일본어: 九州電力株式会社)은 규슈 지방의 7개 현(후쿠오카현, 사가현, 나가사키현, 오이타현, 구마모토현, 미야자키현, 가고시마현)과 히로시마현 일부를 주요 영업 지역으로 하는 전력 회사이다. 약어는 큐덴(九電)이다.

## 발전 설비
총 194개, 1,926만 2,336 kW (2015년 7월 기준)
- 총 출력은 장기 계획 정지 중 정기 점검중인 호기를 포함한다. 폐지된 호기와 건설중인 호기는 포함하지 않는다.

### 수력 발전소
142개, 358만 2,136 kW

### 화력 발전소
42개, 1,020만 3,950 kW (관련 회사 경영의 발전소 제외)

### 원자력 발전소
2개, 525만 8,000 kW

### 신에너지 발전소
8개, 21만 8,250 kW (관련 회사 경영의 발전소 제외)

## 같이 보기
- 일본의 원자력 발전